# Carrie (roman)
Carrie is het eerste gepubliceerde boek van de Amerikaanse schrijver Stephen King uit 1974, nadat hij eerder enkel ingestuurde korte verhalen uitgegeven had gekregen. Dit boek betekende zijn doorbraak als horrorschrijver. Het verhaal is tot nu toe driemaal verfilmd.

## Het verhaal
Het verhaal speelt zich af in de Amerikaanse plaats Chamberlain.  De 16-jarige  Carrie White is een erg onzeker en bovendien lelijk meisje. Ze moet de dubbele last verdragen van de pesterijen van haar klasgenoten en de onderdrukking van haar door het geloof bezeten moeder Margareth. Haar vader Ralph leeft niet meer. De ergste pester uit haar klas is de populaire en verwende Chris Hargensen, de dochter van een rijke advocaat. Na haar eerste menstruatie begint Carrie te beseffen dat ze telekinetische en telepathische krachten bezit. Toen Carrie drie was zijn er al eens ogenschijnlijk vanuit het niets stenen op het huis van de Whites gevallen. Carries moeder ziet dit als een teken van God dat ze een zondig meisje is. In werkelijkheid bezit een vrouw in iedere derde generatie van haar familie deze krachten; Carries oma had ze ook.
Op een dag wordt Carrie in de meisjesdouche na een gymles ondanks haar leeftijd pas voor het eerst ongesteld. Ze is doodsbang, want haar christenfundamentalistische moeder heeft nooit met één letter over het bestaan van ongesteldheid gesproken. Haar klasgenotes, aangevoerd door Chris, bekogelen haar jouwend met tampons en maandverband, tot Carries gymlerares, Rita Desjardin, haar ontzet. Carries moeder toont geen enkel medelijden met Carrie, maar sluit haar thuis op in de kast om daar voor vergeving te bidden. Dit is immers iets seksueels en seks is een zonde, dus Carrie is zondig geweest.
De schoolleiding laat Chris nablijven en sluit haar uit van het schoolbal. Chris' vader probeert de directie met dreiging van juridische stappen ertoe te bewegen zijn dochter toch toe te laten, maar het hoofd laat zich niet intimideren en houdt voet bij stuk. Sue Snell, een ander populair meisje dat mee heeft gedaan tijdens het incident in de doucheruimte, heeft daar inmiddels spijt van. Haar vriendje Tommy is de populairste jongen van de hele school. Ze vraagt hem om Carrie mee te vragen naar het bal. Hij stemt toe en na veel aarzeling gaat Carrie in op zijn uitnodiging. Haar moeder tracht dit te voorkomen en vertelt Carrie dat God haar zal straffen als ze gaat, maar Carrie wil nu eindelijk eens proberen een normaal leven leiden.
Chris bedenkt een wraakplan voor haar verbanning van het feest, waarvoor ze haar vriendje Billy inzet. Billy is niet onbekend met criminele praktijken en laat zich door Chris om haar vinger winden. Zij en Billy hangen voor het bal twee emmers varkensbloed op boven het erepodium. Als Carrie en Tommy tot koningin en koning van het bal worden verkozen – Chris voorziet dat dit zeker zal gebeuren omdat ze genoeg vrienden heeft die ze voor Carrie kan laten stemmen – , laten ze de emmers vallen zodat Tommy en Carrie doordrenkt worden met bloed. Carrie en Tommy winnen inderdaad, met één stem verschil; ze hadden min of meer voor de grap besloten om op zichzelf te stemmen. Tommy wordt door een van de nog voor een kwart volle ijzeren emmers op zijn hoofd geraakt en is op slag dood. De meeste van de overige aanwezigen schieten in de lach, omdat Carrie nu eenmaal altijd het mikpunt van spot is en ze in feite niet anders kunnen.
Carrie meent dat dit het bewijs is van waarvoor ze bang was: dat ze in de val gelokt en slachtoffer van de zoveelste streek is om haar te vernederen. Ze loopt in eerste instantie weg, maar besluit dan haar krachten in te zetten om wraak te nemen.  Ze sluit eerst alle deuren telekinetisch af en zet de sproeiers van het systeem voor brandbeveiliging aan om het voor alle aanwezigen te bederven. Hierdoor slaan de aanwezige elektrische apparaten in kortsluiting. Twee leerlingen worden geëlektrocuteerd. Carrie slaat door en besluit vervolgens iedereen te vermoorden. Ze veroorzaakt door de elektrische apparaten te ontregelen een gigantische brand waarin de meeste leerlingen en overige aanwezigen omkomen doordat Carrie tegelijk de deuren van het gebouw gesloten houdt.  Meer dan 440 mensen sterven die avond. Ook hier blijft het niet bij, ook elders in de stad worden grote verwoestingen aangericht met nog meer doden tot gevolg.
Ten slotte gaat Carrie ten einde raad naar huis. Carries moeder gelooft dat Carrie bezeten is door de duivel en steekt haar met een mes in haar schouder. Ze verwondt haar dodelijk. Carrie zet haar moeders hart daarop telekinetisch stil. Terwijl ze ten einde raad wegvlucht van thuis proberen Chris en Billy haar te overrijden, maar ze laat de twee verongelukken door ze met hun auto tegen een gebouw aan te laten rijden.
De stervende Carrie krijgt telepathisch contact met Sue Snell, die zich aangetrokken voelde door de plaats waar Carrie naartoe is gevlucht. Sue overtuigt Carrie ervan dat Tommy en zij haar niet moedwillig in de val gelokt hebben en nodigt haar uit om in haar hoofd te kijken om zich hiervan te overtuigen. Carrie doet dit en ziet dat Sue de waarheid spreekt, waarna ze sterft in de armen van Sue.

## Verhaalstructuur
Wanneer het boek begint, heeft de ramp rond Carrie zich al voltrokken. Het verhaal wordt stukje bij beetje aan de lezer onthuld door middel van getuigenverklaringen die deel uitmaken van het politieonderzoek naar het geval Carrie White, door middel van 'geciteerde' delen uit fictieve boeken over de ramp en telepathie en door de ogen van Sue Snell die aan het gebeurde terugdenkt. De vertelwijze is daardoor weinig chronologisch.

## Bewerkingen
- Het boek werd in 1976 verfilmd door Brian De Palma. Sissy Spacek vertolkt de hoofdrol in deze film. In 1999 kwam er een vervolg, The Rage: Carrie 2.
- Regisseur David Carson maakte in 2002 een wat langere remake hiervan voor televisie, eveneens getiteld Carrie. In deze verfilming overleeft Carrie het verhaal daar er plannen waren voor een televisieserie rondom het personage, maar deze kwam niet van de grond.
- In 2011 kochten MGM en Screen Gems de filmrechten op het boek met het plan een nieuwe verfilming te maken. Deze film kwam uit in november 2013.